# Elecciones municipales de 2019 en la provincia de Valencia
Las Elecciones Municipales de 2019 en la provincia de Valencia se celebraron el 26 de mayo de 2019, por primera vez desde 1983 de forma separada a las elecciones a las Cortes Valencianas de 2019 las cuales habían sido adelantadas al 28 de abril de 2019. En esta ocasión sí que se celebraron conjuntamente con las elecciones europeas.

## Encuestas previas a las elecciones

### Játiva(21 concejales)
| Sondeo                                          | Sondeo      |   |   |   |   |   |   | Diferencia |
| Resultado elecciones 2015                       | Conce jales | 7 | 5 | 5 | 3 | 1 | - | 9          |
| IES Ribera - Levante-EMV (27.05.17)             | Conce jales | 7 | 5 | 6 | 2 | 1 | 0 | 7          |
| Extrapolación elecciones autonómicas (28.04.19) | Conce jales | 6 | 2 | 3 | 4 | 4 | 2 | 3          |

### Moncada(21 concejales)
| Sondeo                                           | Sondeo      |     |   |   |     | A·mun Montcada (A·mun) | G.M. |   |     | Diferencia |
| Resultado elecciones 2015                        | Conce jales | 6   | 5 | 4 | 2   | 2                      | 1    | - | 1   | 6          |
| Sym Consulting - El Periódico de aquí (17.04.19) | Conce jales | 4/5 | 3 | 3 | 1/2 | 2                      | 1    | 6 | (*) | 3          |
| Extrapolación elecciones autonómicas (28.04.19)  | Conce jales | 3   | 6 | 5 | 4   | 2                      | (‡)  | 2 | (*) | 5          |

### Paterna(27 concejales)
| Sondeo                                          | Sondeo      |   |   |   |   | Paterna Sí Puede (2015) / Podem Paterna (2019) |   |     | Diferencia |
| Resultado elecciones 2015                       | Conce jales | 8 | 6 | 6 | 4 | 2                                              | - | 1   | 7          |
| Extrapolación elecciones autonómicas (28.04.19) | Conce jales |   |   |   |   |                                                |   | (*) |            |
| Sym Consulting - El Periódico de aquí (4.05.19) | Conce jales | 8 | 4 | 3 | 5 | 2                                              | 3 | 0   | 1          |

### Requena(21 concejales)
| Sondeo                                           | Sondeo      |     |     | Podemos Requena Participa |   |   | PRyA |   | Diferencia |
| Resultado elecciones 2015                        | Conce jales | 8   | 7   | 3                         | 1 | 1 | 1    | - | 3          |
| Extrapolación elecciones autonómicas (28.04.19)  | Conce jales |     |     |                           |   |   | (‡)  |   |            |
| Sym Consulting - El Periódico de aquí (10.05.19) | Conce jales | 8/9 | 2/3 | 3                         | 2 | 2 | 0    | 3 | 5/7        |

### Rocafort(13 concejales)
| Sondeo                                          | Sondeo      |   |   |   | Guanyem Rocafort | IxR |   |     | Diferencia |
| Resultado elecciones 2015                       | Conce jales | 4 | 4 | 2 | 1                | 1   | 1 | -   | 1          |
| Sym Consulting - El Periódico de aquí (6.04.19) | Conce jales | 4 | 5 | 1 | 0/1              | 1   | 0 | 1/2 | ± 1        |
| Extrapolación elecciones autonómicas (28.04.19) | Conce jales | 3 | 2 | 3 | 1                | (‡) | 2 | 2   | 3          |

### Sagunto(25 concejales)
| Sondeo                                          | Sondeo      |   |   |   | Iniciativa Porteña | ADN Morvedre (2015) / Podem (2019) |   |     |   | Diferencia |
| Resultado elecciones 2015                       | Conce jales | 5 | 5 | 4 | 3                  | 3                                  | 3 | 2   | - |            |
| Sym Consulting - El Periódico de aquí (6.04.19) | Conce jales | 4 | 3 | 4 | 2/3                | 2                                  | 5 | 2/3 | 2 |            |

### Utiel(17 concejales)
| Sondeo                                           | Sondeo      |     |     | Recuperemos Utiel y Aldeas (2015) |   |   |   | Diferencia |
| Resultado elecciones 2015                        | Conce jales | 7   | 6   | 2                                 | 1 | 1 | - | 1          |
| Extrapolación elecciones autonómicas (28.04.19)  | Conce jales |     |     |                                   |   |   |   |            |
| Sym Consulting - El Periódico de aquí (10.05.19) | Conce jales | 6/7 | 7/8 | 2                                 |   | 3 |   | ± 1        |

### Valencia(33 concejales)
| Sondeo                                           | Sondeo      |       |      |     |     | Valencia en Comú |     | Diferencia |
| Resultado elecciones 2015                        | Conce jales | 10    | 9    | 6   | 5   | 3                | 0   | 1          |
| Sigmados - Las Provincias (14.05.17)             | Conce jales | 10/11 | 9    | 4   | 6/7 | 3                | 0   | 3/5        |
| Sym Consulting - Valencia Plaza (18.02.18)       | Conce jales | 8/9   | 9    | 8   | 5/6 | 2                | 0   | ± 1        |
| Sigmados - Las Provincias (30.04.18)             | Conce jales | 7/8   | 9    | 8/9 | 6   | 2                | 0   | 1          |
| Sonmerca - Barómetro Ayto. Valencia (29.05.18)   | Conce jales | 6     | 9    | 7   | 6   | 5                | 0   | 3          |
| Sym Consulting - El Periódico de aquí (2.11.18)  | Conce jales | 8     | 7    | 5   | 9   | 4                | 0   | 7          |
| Sym Consulting - El Periódico de aquí (4.01.19)  | Conce jales | 8/9   | 5    | 8   | 6/7 | 2                | 3   | 5/6        |
| Sym Consulting - Valencia Plaza (22.01.19)       | Conce jales | 9/10  | 7    | 4   | 7/8 | 2                | 3   | ± 1        |
| Electomanía.es (3.03.19)                         | Conce jales | 8     | 8    | 5   | 7   | 2                | 3   | 1          |
| Sym Consulting - El Periódico de aquí (8.03.19)  | Conce jales | 8     | 8    | 4   | 6   | 2                | 5   | 1          |
| Electomanía.es (7.04.19)                         | Conce jales | 8     | 8    | 4   | 7   | 2                | 4   | 1          |
| Extrapolación elecciones autonómicas (28.04.19)  | Conce jales | 6     | 7    | 7   | 7   | 2                | 4   | 1          |
| Centro de Investigaciones Sociologicas (9.05.19) | Conce jales | 6/7   | 9/11 | 6/7 | 6/8 | 3/4              | 2   | 1/3        |
| Sym Consulting - Valencia Plaza (11.05.19)       | Conce jales | 7     | 8    | 5/6 | 8   | 3                | 1/2 | 5          |
| Sigmados - Las Provincias (13.05.19)             | Conce jales | 7/8   | 8/9  | 5   | 7/8 | 2/3              | 2   | 1/5        |
| Electomanía.es (13.05.19)                        | Conce jales | 7     | 7    | 7   | 7   | 2                | 3   | 1          |
| Electomanía.es (16.05.19)                        | Conce jales | 7     | 8    | 6   | 7   | 2                | 3   | 1          |
| Imop - El Confidencial (18.05.19)                | Conce jales | 6/7   | 9    | 6/7 | 6/7 | 2                | 3   | 1/3        |
| 40dB - El País (19.05.19)                        | Conce jales | 6     | 9/10 | 6   | 6/7 | 3                | 2   | 5          |
| Electomanía.es (24.05.19)                        | Conce jales | 7     | 8    | 6   | 8   | 2                | 2   | 3          |
| Resultado elecciones 2019                        | Conce jales | 8     | 10   | 7   | 6   | 0                | 2   | 1          |

## Resultados electorales
- Ver Elecciones municipales de 2019 en Valencia

- Datos: Q65163933